# Mechado

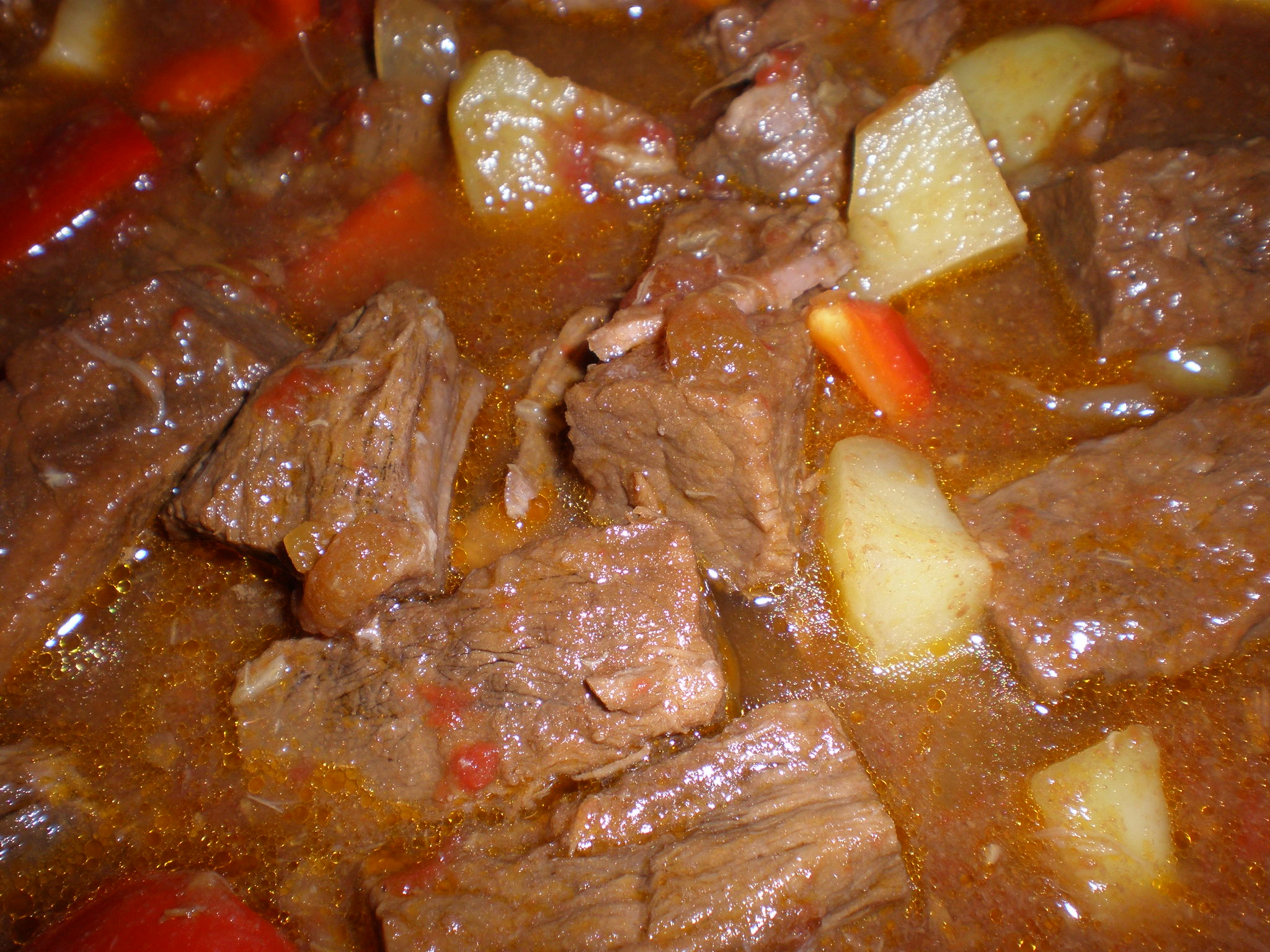
Mechado.

El mechado es un guiso de ternera originario de las Filipinas. El empleo de salsa de soja y zumo de calamansí al marinado da a esta receta su distintivo carácter filipino.

## Origen y preparación
El plato tradicional usa la técnica culinaria de procedencia española consistente en mechar o atravesar la carne magra de ternera con tiras de tocino de cerdo para hacerla más tierna y menos seca. De aquí procede evidentemente su nombre. Los trozos de ternera mechada se marinan entonces en vinagre, salsa de soja, zumo de calamansí, ajo machacado, pimienta negra y hoja de laurel. Se doran rápidamente por todas partes en aceite o manteca caliente, y entonces se brasea lentamente en su marinada, añadiendo caldo, rodajas de cebolla y salsa de tomate, hasta que la carne queda tierna y el líquido se reduce a un gravy espeso y sabroso.
Con los años, el nombre del plato se ha ido empleando para aludir a variantes que usan cortes de ternera más finos o incluso con hueso, y que han prescindido por completo del proceso de mechado. Una variante reciente del plato puede parecer más un estofado de ternera que otra cosa.
La lengua de ternera puede cocinarse de la misma forma, casi sin variantes, para obtener el plato llamado lengua mechada.